# Resistência Verde

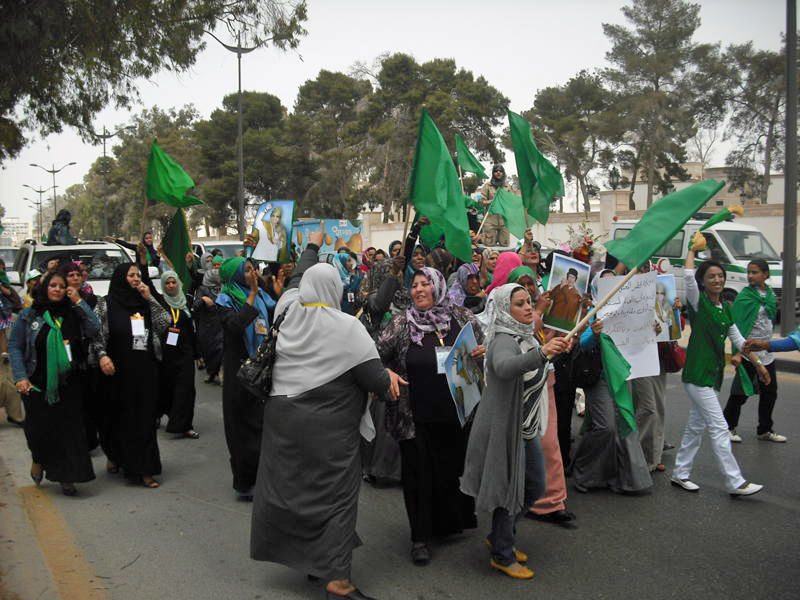
Mulheres líbias entoando slogans de apoio ao regime em Trípoli em 2011, antes da queda de Kadafi.

Bandeira do governo deposto de Muammar Gaddafi, usado como um símbolo pelos lealistas.

Resistência Verde ou lealistas gaddafistas refere-se ao movimento de resistência líbio lealista ao governo deposto de Muammar Gaddafi, que foi morto em outubro de 2011.
A simpatia por Gaddafi e seu governo deposto é vista de forma altamente negativa pelas atuais autoridades líbias - tanto pelo governo legal quanto pelas milícias extralegais - e partes da sociedade após a Guerra Civil Líbia de 2011. Em maio de 2012, o governo democraticamente eleito do pós-guerra aprovou uma legislação impondo penalidades severas para qualquer pessoa que desse publicidade favorável a Gaddafi, sua família, seu regime ou ideias, bem como qualquer coisa que denigra o novo governo e suas instituições ou seja julgada prejudicial à moral pública. Pejorativamente chamados de tahloob ("algas") pelos líbios anti-Gaddafi, os lealistas suspeitos enfrentaram uma forte perseguição após a guerra. Possivelmente até 7 mil soldados lealistas, assim como civis acusados de apoio a Gaddafi, foram detidos em prisões do governo. A Anistia Internacional relatou tortura em grande escala e outros maus-tratos e execuções, daqueles percebidos como inimigos do novo governo.
O Movimento Popular Nacional Líbio foi organizado no exílio em 15 de fevereiro de 2012 (o primeiro aniversário dos protestos que levaram à guerra civil) por antigos oficiais do governo de Gaddafi. O partido, proibido de participar das eleições líbias, também pode ter cultivado ligações com grupos armados pró-Gaddafi na Líbia. Declarações do partido às vezes aparecem em sites afiliados com a chamada "Resistência Verde" (em referência a bandeira unicolor da Era Gaddafi), um termo usado às vezes por simpatizantes para se referir aos grupos militantes pró-Gaddafi.